# Leiobunum cretatum
Leiobunum cretatum is een hooiwagen uit de familie Sclerosomatidae.